# Kampong Spoe
Kampong Spoe ou Kampong Speu (« port des caramboles » en khmer) est une ville du Cambodge, chef-lieu de la province du même nom. Elle comptait 50 528 habitants en 2005 (contre 41 478 en 1998).